# Laccophilus corystes
Laccophilus corystes là một loài bọ cánh cứng trong họ Bọ nước. Loài này được Zhang miêu tả khoa học năm 1989.